# 6189 Völk
A 6189 Volk (ideiglenes jelöléssel 1989 EY2) a Naprendszer kisbolygóövében található aszteroida. Eric Walter Elst fedezte fel 1989. március 2-án.